# Asia (Romeinse provincie)
Asia was tussen 128 v.Chr. en 315 na Chr. in strikte zin de naam van de Romeinse provincia die het westelijke deel van Anatolië - tegenwoordig Aziatisch Turkije - en de eilanden voor de kust omvatte. In de ruime zin van het woord slaat de naam op het hele gebied ten oosten van het door Grieken bekende deel van wat nu modern Turkije is.

## Geografie
Dit Asia kenmerkt zich door zijn typische landschap, dat zelf zeer divers is, met als enig bindend element misschien het feit dat alles behoort tot hetzelfde langgerekte schiereiland van Klein-Azië, omringd door vier zeeën: de Zwarte zee, de Propontis, de Egeïsche zee en de Middellandse Zee. Van groot belang voor de ontwikkeling van het ganse gebied en zeker voor de provincie Asia zelf, was de ligging tussen twee continenten – Europa en Azië – in, m.a.w.: als brug tussen oost en west. Hoewel het landschap van Asia Minor gedomineerd wordt door hoogplateaus, kenmerkt haar westelijke kustlijn zich door haar typisch mediterrane aanblik. Dit landschap komt in menig opzicht met het Griekse vasteland overeen, hetgeen deze hun affiniteit voor deze contreien verklaart. Zo is het Herodotus die het klimaat van Ionië als zijnde het beste ter wereld roemt. Dat de Grieken zich hier zo thuis voelden en dat hun cultuur zich hier zo kon ontplooien is dan ook geen toeval.

## Prelude
Rome liet pas in 205 v.Chr. voor het eerst van zich horen in Asia, meer bepaald na het sluiten van het verdrag van Fenicië met Philippus V van Macedonië, hetgeen verschillende staten daar tot hun bondgenoot maakte. Eens zij de Macedoniërs buitenspel hadden gezet, gingen zij zich steeds actiever bezighouden met de aangelegenheden van de Hellenistische rijken. Daarenboven hoopten de verschillende Hellenistische vorstendommen in Asia om als protectoraten van Rome zich onafhankelijk te kunnen opstellen tegenover de restanten van de diadochenrijken, met name de Seleuciden. Ook te Rome was men beducht voor de weer uitbreidende invloed van dit Seleucidenrijk, dat te veel naar het westen dreigde op te rukken. Het was de overwinning van de Scipiones op de Seleucische vorst Antiochus III in 190 v.Chr., die Asia Minor definitief binnen de Romeinse invloedssfeer bracht en de Seleuciden eens en voor altijd buitenspel zette. Maar de Romeinen voelden er nog niet veel voor om van Asia een provincia te maken totdat het hen min of meer op een presenteerblaadje werd aangeboden.

## DeprovinciaAsia

### 133-129 v.Chr.: chaos
In  133 v.Chr. liet de kinderloze koning Attalus III Philometor van Pergamum zijn koninkrijk, dat wil zeggen een groot deel van westelijk klein-Azië,én al zijn schatten bij testament na aan de staat Rome. De Romeinen aanvaardden de erfenis, maar lieten de provincie aanvankelijk aan haar lot over. Er ontstond een machtsvacuüm en een periode van onrust in dit gebied.
Aristonicus, een bastaard-Attalide en halfbroer van Attalus III, had de erfenis van Attalus III geclaimd, en trachtte die claim met militaire middelen kracht bij te zetten. Tussen 133 en 129 v.Chr. wist hij het proletariaat op het platteland te wapen te roepen. De rijke steden echter kozen de kant van (het afwezige) Rome, want zij zagen niets in een verwoestende oorlog en kozen voor hetgeen hen economisch het beste uitkwam. 
De Romeinen kwamen pas in 132 v.Chr., waar zij algehele chaos in het gebied rapporteerden. Pas in 131 v.Chr. verscheen een Romeins leger op het toneel. Dit was echter aanvankelijk meer geïnteresseerd in de befaamde schat van de Attaliden dan in het herstellen van de rust. Pas in 129 v.Chr. werd Aristonicus door consul Marcus Perperna overmeesterd. 

### 128-27 v.Chr.: uitbuiting door Romeinse bewind
Hierop volgde een periode van herstel, en in 128 en 127 v.Chr. organiseerde proconsul Manius Aquilius het gebied als provincie. In het zog van deze reorganisatie migreerden een groot aantal Romeinen en Italianen naar de nieuwe provincie Asia, en handelaars verspreidden zich in de wijde omgeving. Sommige omliggende gebieden werden pas later Romeinse provincies, maar uiteindelijk grensde Asia in het zuidoosten aan de provincie Lycia et Pamphylia (sinds 143 v.Chr.) en aan de provincie Cilicia (vanaf 102 n.Chr.), in het noorden aan de provincie Bythynia et Pontus (vanaf 74 v.Chr.), en in het oosten aan de provincie Galatia (vanaf 25 v.Chr.). De steden behielden, als zogenaamde civitates liberae, aanvankelijk hun eigen bestuur onder toezicht van de Romeinse gouverneur. Het stadsbestuur werd ten tijde van de Republiek vervuld door praetores, propraetores of proconsuls. 
De reeds eerder genoemde geografische ligging als centrale spil in de verbinding tussen oost en west, legde het gebied geen windeieren. Reeds onder de Hellenistische vorsten was het één der rijkste streken in de toenmalig bekende wereld. Zowel langs de kust als in het achterland bloeiden handel en industrie. De schat van de Attaliden (zie boven) werd echter integraal naar Rome versleept en vervolgens werden de kosten van de wederopbouw volledig afgewenteld op de plaatselijke bevolking. Het corrupte Romeinse bewind van stadhouders en publicani, belastingpachters of tollenaars, zoog de rijke provincie uit, vooral nadat Gaius Sempronius Gracchus in 123 v.Chr. de equites belastingpacht in Asia en andere privileges had toegestaan. 
Desondanks lijkt Asia ook in die tijd relatief welvarend te zijn gebleven. Toch ontlaadde de opgekropte haat van de plaatselijke bevolking tegen de Romeinen zich uiteindelijk, toen in 88 v.Chr. Mithridates VI van Pontus als bevrijder werd ingehaald en op zijn bevel, volgens de overlevering, 80.000 Romeinen en andere Italiërs werden vermoord. Hedendaagse deskundigen achten dat aantal moorden echter onwaarschijnlijk en houden het op vermoedelijk enkele duizenden.
In 85 echter versloeg Sulla Mithridates en nam wraak door extra afpersingen, maar toch verscherpte hij later de controle van de Senaat op de publicani.

### Eerste en tweede eeuw: economische bloei
Princeps Gaius Iulius Caesar Octavianus (Augustus) maakte in 27 v.Chr. Asia tot een senatoriale provincie onder het bestuur van een senatoriale proconsul. Vervolgens zou de vroegere welvaart zich geleidelijk herstellen.
In de 2e eeuw n.Chr. kon Asia ten volle profiteren van de Pax Romana/Augusta. Haar centrale ligging langs de economische as van het rijk – de Middellandse Zee – legde haar opnieuw geen windeieren en haar economie bloeide weer op als nooit tevoren. 

### 310 n.Chr. tot dertiende eeuw: bestuurlijke herindelingen
In de 3e eeuw zou Asia dan weer delen in de algehele malaise in het Romeinse Rijk, en in de 4e eeuw, met het definitief verleggen van de economische as van het Imperium Romanum naar het Rijn-Donau-gebied, verloor het voorgoed haar economische positie.
De oorspronkelijke Romeinse provincie Asia hield op te bestaan in de periode 310-315 n.Chr., toen keizer Diocletianus de provincies reorganiseerde. Asia werd hierbij, samen met verschillende aangrenzende provincies ondergebracht in de diocesis Asiana, onderverdeeld in talrijke deelprovincies. Toen in 395 n.Chr. het rijk formeel in tweeën werd gesplitst, kwam het het oostelijk deel toe aan het Byzantijnse Rijk. Het zou  Romeins/Byzantijns blijven tot de verovering door de Seltsjoeken in de 13e eeuw n.Chr.